# Quena
De quena (Quechua: qina) is de traditionele fluit van de Andes.
Het instrument is meestal van hout of bamboe gemaakt, is aan beide zijden open en heeft zes vingergaten en een duimgat. Om geluid voort te brengen sluit de bespeler de bovenste opening af met de huid tussen de onderlip en de kin. Vervolgens blaast hij over de ovaalvormige uitsparing in de rand van de cilinder. De quena is meestal gestemd in G, waarbij de G tevens de toon is die klinkt wanneer alle gaten zijn gesloten. De klank van de quena is herkenbaar aan het geruis en het ademende geluid. De quenacho is een grotere, lager gestemde, versie van de quena en wordt op dezelfde manier gemaakt en bespeeld. Dit instrument is in D gestemd, een kwart lager dan de quena.
De quena wordt gebruikt in de traditionele muziek in de Andes, maar wordt verder redelijk vaak gebruikt in de wereldmuziek.